# Xaréu-tagalog
O xaréu-tagalog (Alepes melanoptera), é uma espécie de xaréu nativo de águas tropicais do Indo-Pacífico, a etimologia do seu nome comum ''tagalog'', vêm do povo tagalog, nas Filipinas, onde a espécie ocorre e é mais abundante. Essa espécie costuma formar grandes cardumes, habitando a coluna d'água em águas abertas próximos a recifes. É uma espécie comercial, sendo muito importante para comunidades pesqueiras, nas Filipinas é conhecido como talakitok.
É nativo do Indo-Pacífico, sendo encontrado em todo território filipino, incluindo o Triângulo de Coral para Singapura e Papua Nova Guiné, além de ser avistado nas Ilhas Ryukyu, no extremo sul do Japão e Hong Kong.